# Plectris villiersi
Plectris villiersi är en skalbaggsart som beskrevs av Frey 1967. Plectris villiersi ingår i släktet Plectris och familjen Melolonthidae. Inga underarter finns listade i Catalogue of Life.